# Järn(II,III)oxid
Järn(II,III)oxid eller svart järnoxid har den kemiska formeln Fe3O4 och är en av flera järnoxider. Den förekommer naturligt i mineralet magnetit.

## Egenskaper
Ämnet innehåller både tvåvärt (Fe2+) och trevärt (Fe3+) järn. Det är ett svart pulver med kubisk struktur. Fe3O4 är ferrimagnetiskt upp till sin curietemperatur 585 °C. Vid -153 °C sker en förändring av struktur, konduktivitet och magnetism som kallas Verwey-övergång.

## Framställning
Järn(II,III)oxid kan framställas genom att järn(III)oxid bryts ner vid temperaturer på 1200 – 1500 °C.
{\displaystyle {\rm {6\ Fe_{2}O_{3}\rightarrow 4\ Fe_{3}O_{4}+O_{2}}}}
Det kan också framställas genom att oxidera järn i vattenånga vid temperaturer under 560 °C (Jämför järn(II)oxid).
{\displaystyle {\rm {3\ Fe+4\ H_{2}O\rightarrow Fe_{3}O_{4}+4\ H_{2}}}}
Ett tredje sätt är att direkt oxidera järn med syrgas vid mycket hög temperatur (> 1500 °C).
{\displaystyle {\rm {3\ Fe+2\ O_{2}\rightarrow Fe_{3}O_{4}}}}
Överskottet på syre minimerar mängden FeO och temperaturen gör att den Fe2O3 som bildas sönderfaller till Fe3O4.

## Användning
Som andra järnoxider i mineralform går den absolut största mängden åt att producera järn och stål. Detta görs genom reduktion med kolmonoxid i en masugn.
{\displaystyle {\rm {Fe_{3}O_{4}+4\ CO\rightarrow 3\ Fe+4\ CO_{2}}}}
Syntetiskt framställd Fe3O4 används som svart pigment och som katalysator i Haber-Boschprocessen.